# Holm (près Pinneberg)
Pour les articles homonymes, voir Holm.
Holm est une commune allemande du Schleswig-Holstein, située dans l'arrondissement de Pinneberg (Kreis Pinneberg), à mi-chemin entre les villes de Wedel et Uetersen. Holm est l'une des sept communes de l'Amt Moorrege dont le siège est à Moorrege.